# Vestingwerken van Vollenhove
De vestingwerken van Vollenhove omvatten het stelsel van wallen, stadspoorten en kastelen in de Nederlandse stad Vollenhove, provincie Overijssel. Er zijn geen zichtbare restanten van de vestingwerken overgebleven, afgezien van de ruïne van kasteel Toutenburg.

## Geschiedenis
Vollenhove ontstond nabij de bisschoppelijke burcht Oldehuys. De Utrechtse bisschoppen gebruikten deze burcht als residentie en maakten zo van Vollenhove een belangrijk bestuurscentrum in het Oversticht. Met de toekenning van stadsrechten kwam er een omwalling met poorten en een gracht.
Als laatste werd kasteel Toutenburg toegevoegd, dat overigens geen echte militaire functie meer had.

### Oldehuys
In 1165 bouwde de Utrechtse bisschop Godfried van Rhenen een burcht, vermoedelijk ter vervanging van een reeds aanwezig versterkt jachthuis. De burcht zou later bekend worden als het Oldehuys. 
In 1306, 1309 en 1311 werd de burcht aangevallen door Friezen vanuit Stellingwerf. 

### Stadsrechten en omwalling
Rondom de kerk ontstond de nederzetting Optencamp die in 1354 van bisschop Jan van Arkel stadsrechten kreeg. De nederzetting werd toen Op den Kamp van Vollenhove genoemd, wat uiteindelijk werd ingekort tot Vollenhove. Het duurde overigens nog tot 1425 voordat Vollenhove ook het recht kreeg om verdedigingswerken aan te leggen. Deze werken bestonden uit aarden wallen, vier poorten en een stadsgracht.

Bisschop David van Bourgondië schonk in 1492 de accijnzen van de vier vrije jaarmarkten aan de stad, onder voorwaarde dat de gelden werden gebruikt om de zeewering en de vestingwerken te onderhouden.

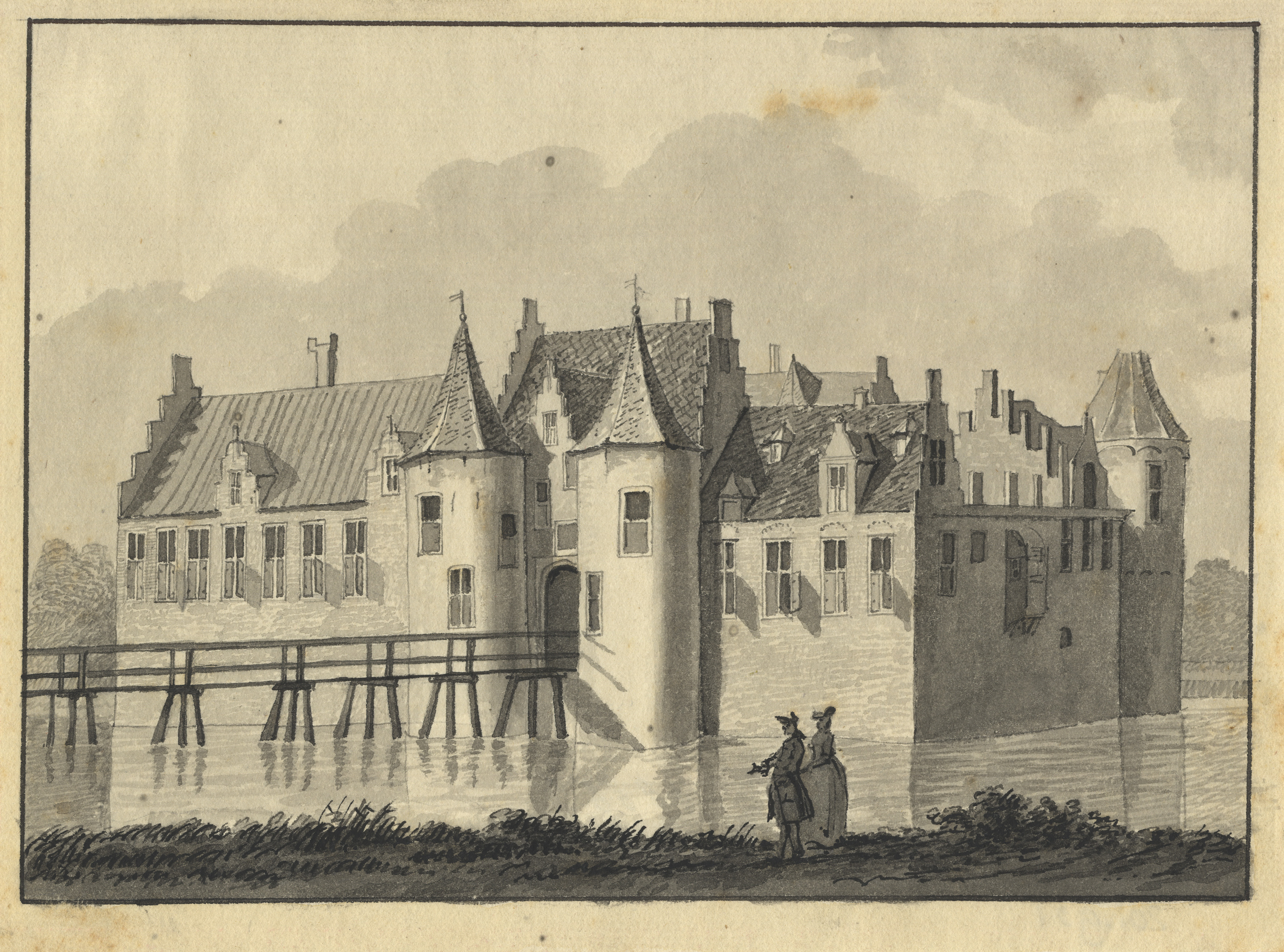
Toutenburg rond 1730

### Bestuurscentrum
Vollenhove was in de middeleeuwen het belangrijkste bestuurlijke centrum van het Oversticht. De bisschop gebruikte zijn burcht Oldehuys als residentie en dat trok borgmannen en edelen aan, die via de Ridderschap van Vollenhove meewerkten aan de rechtspraak en het bestuur. In de stad bouwden diverse edelen zelfs hun eigen havezaten.
Ook toen de bisschop in 1528 zijn macht moest overdragen aan keizer Karel V, bleef Vollenhove van belang. Stadhouder Georg Schenck van Toutenburg bouwde aan de zuidoostzijde zijn eigen kasteel, genaamd Toutenburg.

### Neergang
Vanaf 1578 nam het aanzien van Vollenhove af. De Ridderschap was onderdeel van de Staten van Overijssel en die vergaderden in Deventer, Kampen en Zwolle. De stad Vollenhove had voortaan alleen nog een regionaal belang als woonplaats van de drost van Vollenhove. Wel vergaderde de Ridderschap van Vollenhove nog op het kasteel Oldehuys.
In 1581 viel geuzenleider Diederik Sonoy de stad Vollenhove en de beide kastelen aan. De Spaanse bezetting gaf zich over en Sonoy legerde zijn eigen soldaten op het Oldehuys en de Toutenburg.
In de periode 1795-1813 werd Zwolle definitief het belangrijkste bestuurscentrum van Overijssel. De functie van drost kwam ten einde en de laatste Vollenhoofse adel vertrok naar Zwolle.
De omwalling was in de 17e eeuw al verdwenen. De laatste stadspoort werd in 1840 gesloopt en de stadsgracht verdween in de jaren 20 van de 20e eeuw. 

## Beschrijving
Vollenhove had een bescheiden omwalling die nog geen twee eeuwen heeft bestaan. Twee van de vier stadspoorten hielden het vol tot in de 19e eeuw. Verder was er sprake van twee kastelen: aan de noordwestzijde stond de bisschoppelijke burcht Oldehuys, aan de zuidoostzijde het kasteel Toutenburg.

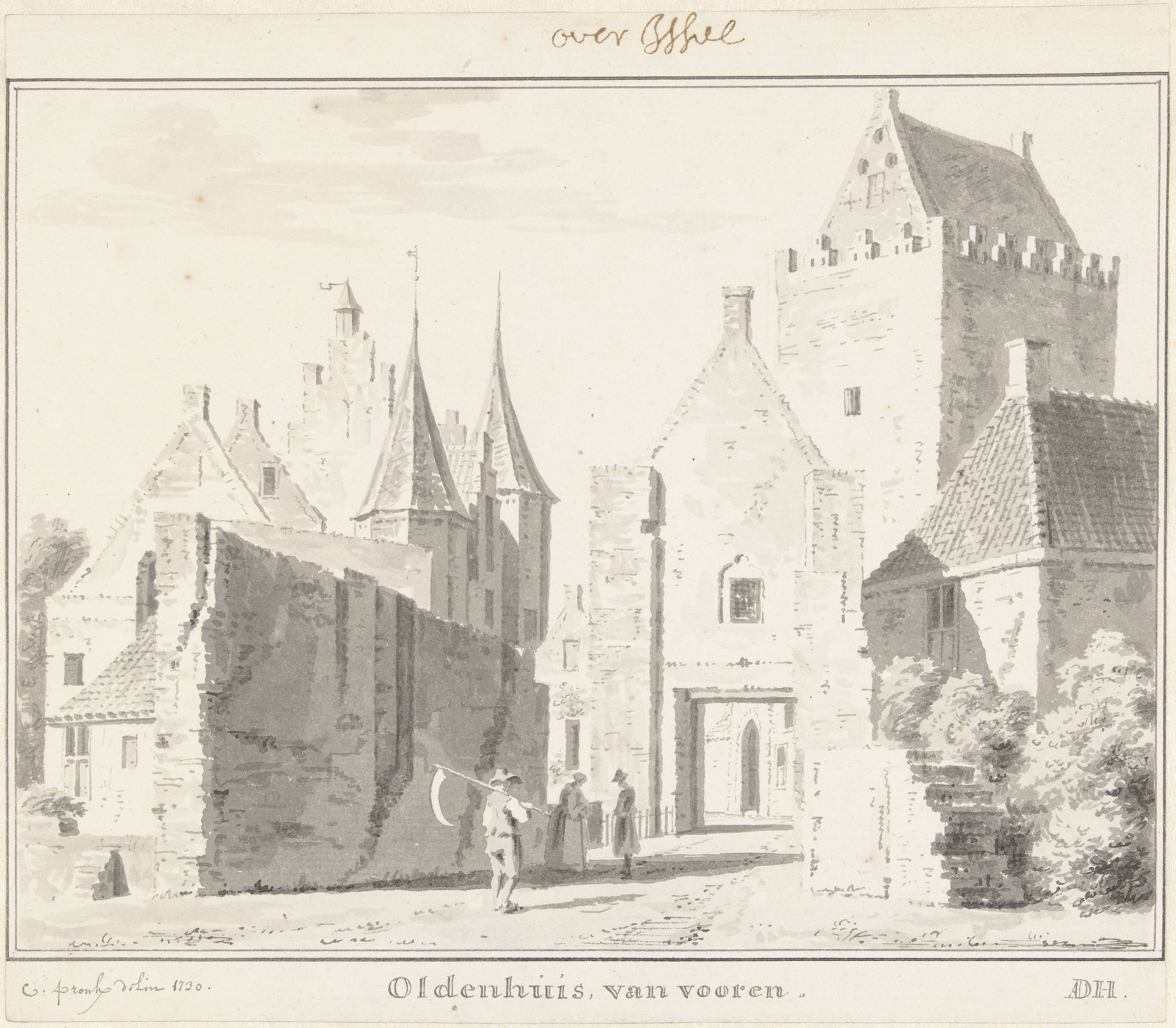
Oldenhuys in 1730

### Omwalling en stadspoorten
De verdedigingswerken van Vollenhove werden aangelegd toen de stad in 1425 hiervoor toestemming kreeg. Rondom de rechthoekige stad werd een aarden wal aangelegd met een stadsgracht en vier poorten: aan de westzijde de Voorstpoort, aan de zuidzijde de Bentpoort, aan de oostzijde de Landpoort en aan de noordzijde de Voskenpoort. Aan de oostzijde bevonden zich tevens twee muurtorens.
Op de kaart van Jacob van Deventer uit 1560 is al te zien dat de aarden omwalling dan is verdwenen. Vanaf midden 17e eeuw tonen kaarten alleen nog de Landpoort en de Bentpoort. In de 19e eeuw werden ook deze poorten gesloopt. De stadsgracht werd in de jaren 20 van de 20e eeuw gedempt; hiervoor werd de grond gebruikt die vrijkwam bij het uitdiepen van de binnenhaven.

#### Voorstpoort
Deze poort lag aan de westzijde van Vollenhove, bij het kasteel Oldenhuys. Mogelijk was de poort weinig meer dan een afsluitbare brug. In ieder geval is op de afbeelding van Jacob van Deventer uit 1560 al geen poort meer te zien.
De strategische waarde van de poort was vrijwel afwezig, want er waren geen belangrijke wegen die op de poort uitkwamen. Uiteindelijk is de brug vervangen door een duiker.

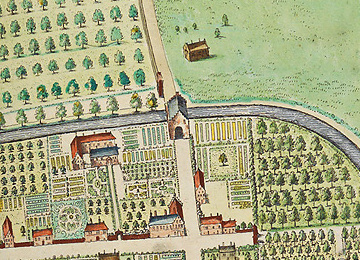
Bentpoort, eind 17e eeuw. Het noorden is onderaan.

#### Bentpoort
De Bentpoort lag aan de zuidzijde van Vollenhove. In 1696 werd de poort aan de eigenaar van de naastgelegen havezate Westerholt gegeven, maar hij moest de poort dan wel goed onderhouden.
Toch was de poort in 1782 in bouwvallige toestand geraakt. In 1838 gaf de gemeenteraad aan de Bentepoort te willen afbreken. Dit gebeurde uiteindelijk in 1840. Hiermee was de Bentepoort de laatste stadspoort van Vollenhove die werd gesloopt.

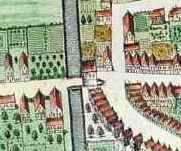
De Landpoort eind 17e eeuw. Het noorden is onderaan.

#### Landpoort
De Landpoort stond aan de oostzijde van Vollenhove. In 1665 werd de poort in gebruik genomen als woning.
In 1820 kwam kroonprins Willem Frederik op bezoek in Vollenhove. De gemeenteraad besloot daarom om herstelwerkzaamheden uit te voeren aan de Landpoort.
Eind 1836 vroeg de gemeente aan Gedeputeerde Staten een machtiging om de poort te mogen afbreken. In februari 1837 werd de poort ter afbraak verkocht aan het dijkdistrict.
In 1953 zijn bij graafwerkzaamheden restanten van de Landpoort aangetroffen. Ook in 1997 zijn in een bouwput fundamenten gevonden.

#### Voskenpoort
Aan de noordzijde van Vollenhove stond de Voskenpoort. Dit was vermoedelijk een wachtgebouw dat vanaf de steigers in de Zuiderzee toegang gaf tot de vismarkt. 

### Oldehuys
Het Oldehuys werd in 1165 gebouwd door bisschop Godfried van Rhenen en was aanvankelijk een donjon. Begin 14e eeuw werd de donjon uitgebreid met een gracht, muur en poortgebouw. Van een defensief bouwwerk werd het Oldehuys in de periode 1433-1455 meer een woonhuis. Dankzij de aanleg van een voorhof en een wal in 1500 werd het kasteel beter verdedigbaar.
In 1581 werd het Oldehuys zwaar beschadigd bij de belegering door Diederik Sonoy, waardoor de Staten van Overijssel tot het besluit kwamen om het kasteel dan maar af te breken. In 1610 echter werd het kasteel hersteld en het diende tot 1811 als de ambtswoning van de drost van Vollenhove. Na 1811 bleef het Oldehuys nog een tijd in gebruik als gevangenis. In 1820-1821 werd de donjon afgebroken.
Vanaf 1834 huisvestte het Oldehuys een weverij, maar in 1854 verkocht de eigenaar de restanten van het kasteel ter afbraak. Het terrein werd gebruikt voor visserswoningen en een nieuwe haven.
Het kasteel is dermate grondig gesloopt dat er geen restanten bewaard zijn gebleven.

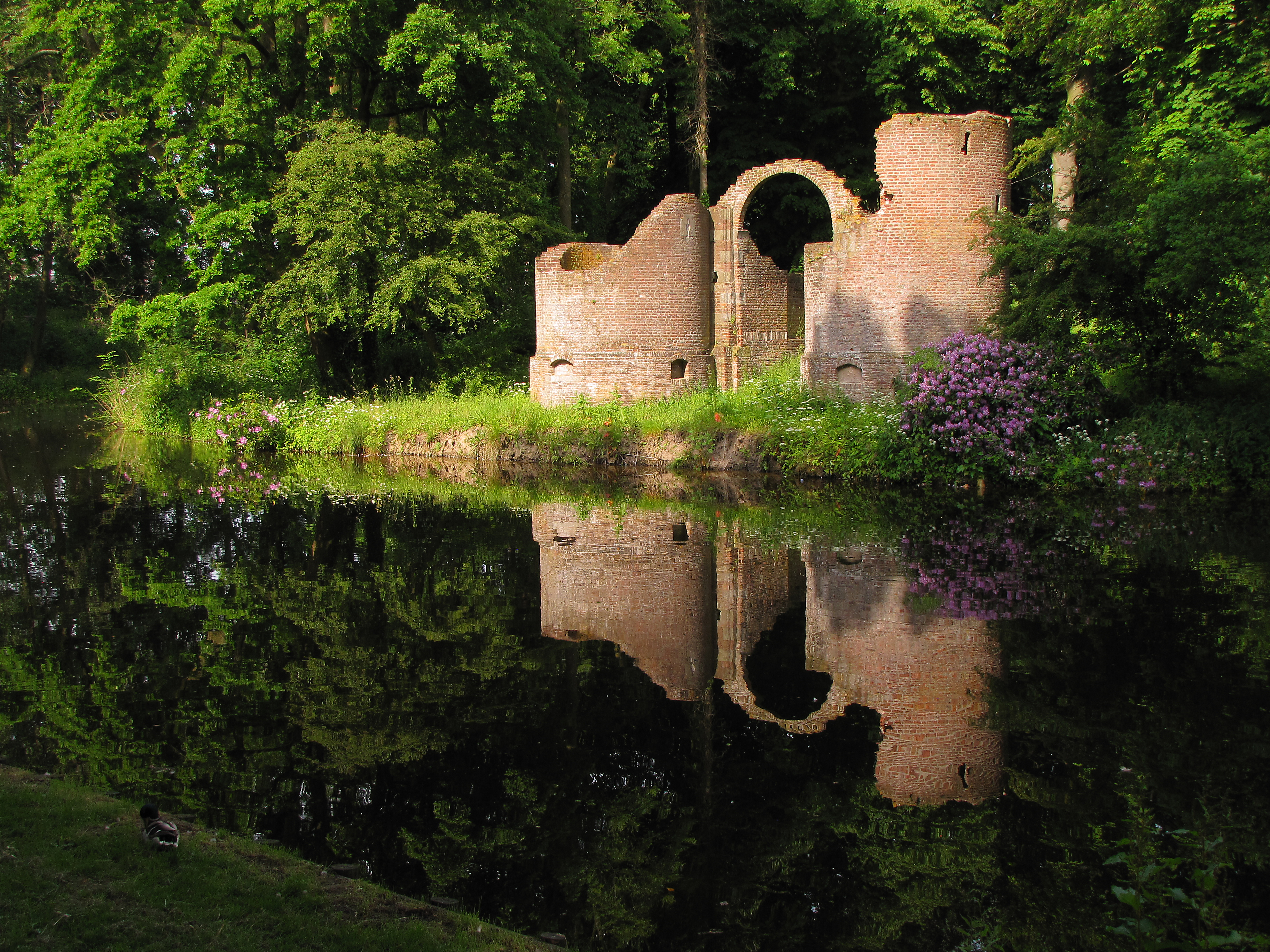
De ruïne van de poorttorens van kasteel Toutenburg

### Toutenburg
Het kasteel Toutenburg werd tussen 1524 en 1531 gebouwd door stadhouder Georg Schenck. Het vierkante slot was omgracht en beschikte over een L-vormig hoofdgebouw en een poortgebouw met twee torens. Hoewel het op een verdedigbaar kasteel leek, was het bedoeld als een woonhuis. De muren waren dan ook slechts één meter dik, te weinig om een belegering te kunnen doorstaan.
In 1581 werd het kasteel ingenomen door Diederik Sonoy. Het kasteel liep hierbij ernstige schade op, maar deze werd nadien hersteld.
Door achterstallig onderhoud was de Toutenburg rond 1675 in verval geraakt. Uiteindelijk werd het in 1787 verkocht ter afbraak. De vrijkomende bakstenen werden hergebruikt voor de verbouwing van de Grote Kerk en de bouw van Oldruitenborgh. 
Van het kasteel zijn restanten bewaard gebleven, zoals de ruïne van de poorttorens. Deze zijn nu onderdeel van het park van Oldruitenborgh. 
Alkmaar · Amsterdam · Blokzijl · Borculo · Bredevoort · Coevorden · Delden · Enschede · Goor · Haarlem · Hattem · 's-Hertogenbosch · Huissen · Klundert · Lochem · Maastricht · Montfoort · Naarden · Ommen · Ootmarsum · Rhenen · Roermond · Rijssen 
· Sittard · Sneek · Steenbergen · Terborg · Valkenburg · Zaltbommel · Zwolle